# Rafael Romero Marchent
Rafael Romero Marchent Hernández (* 3. Mai 1926 in Madrid; † 13. Februar 2020 ebenda) war ein spanischer Schauspieler, Filmregisseur und Drehbuchautor.

## Leben
Romero Marchent, Sohn des Filmschaffenden Joaquín Romero Marchent Gómez de Avellaneda und Mitglied einer Filmfamilie, trat schon zu seinen Schulzeiten als Schauspieler auf und begann Mitte der 1940er Jahre als professioneller Akteur mit kleinen Filmrollen. Zeitgleich belegte er Kurse für Tanz und Dramatik; 1947 spielte er erstmals in El traje de luces von Edgar Neville.
Zu Beginn der 1960er Jahre wechselte er hinter die Kamera; er schrieb Drehbücher und assistierte verschiedenen Regisseuren; Mitte des Jahrzehntes begann er mit der Inszenierung von Filmen. Er sollte es auf über 30 Titel, darunter 19 Spaghettiwestern, bringen. Oftmals in Zusammenarbeit mit seinem Bruder Joaquín Luis Romero Marchent war er meist auch eigener Produzent seiner Filme, unter denen sich auch Komödien, Thriller und Musicals finden.
Mit dem Ende der 1970er Jahre wandte sich Romero Marchent immer öfter dem Fernsehen zu; so drehte er die spanische Fernsehserie Curro Jiménez. Auch als Synchron- und Theaterregisseur sowie als Lyriker war er aktiv. Ein Pseudonym von ihm war Ralph March.

## Filmografie (Auswahl)
Darsteller
- 1948: La mies es mucha
- 1948: Mare Nostrum
- 1950: Séptima página
- 1958: Un indiano en Moratilla
- 1962: Zorro – das Geheimnis von Alamos (La venganza del Zorro)
- 1990: Die Blinde und der Mörder (A solas contigo)
- 1997: To the Limit (Al limite)

Regie
- 1965: Blei ist sein Lohn (Ocaso de un pistolero)
- 1966: 6 Kugeln für Gringo (Dos pistolas gemelas)
- 1967: Dos cruces en Danger Pass
- 1967: Aquí mando yo
- 1968: An den Galgen, Bastardo (¿Quién grita venganza?)
- 1968: Einer nach dem anderen – ohne Erbarmen (Uno a uno sin piedad)
- 1968: Ein Schuss zuviel (Dos hombres van a morir)
- 1969: Garringo – der Henker (Garringo)
- 1969: Zorros Rache (El Zorro justiciero)
- 1970: Manos torpes
- 1970: … und Santana tötet sie alle (Un par de asesinos)
- 1972: Un dólar de recompensa
- 1973: Disco rojo
- 1973: Santo contra el doctor Muerte
- 1974: La boda o la vida
- 1974: Nacktes Entsetzen (Un par de zapatos del '32)
- 1975: Tu dios y mi infierno
- 1975: Yo fui el rey
- 1976: El calor de la llama
- 1976: Ganz dicke da (Imposible para una solterona)
- 1976: Die Nacht der 100 Vögel (La noche de los cien pájaros)
- 1976: Curro Jiménez – der andalusische Rebell (Fernsehserie)
- 1976: Ein Tag mit Sergio (Un día con Sergio)
- 1977: Cazar un gato negro
- 1978: Avisa a Curro Jiménez
- 1980: El lobo negro
- 1981: La venganza del Lobo Negro
- 1982: Alles ist möglich in Granada (Todo es posible en Granada)
- 1984: Violines y trompetas

Drehbuch
- 1963: Abrechnung in Veracruz (El sabor de la venganza)
- 1970: Viva Cangaceiro (O’Cangaçeiro)
- 1970: Paranoia
- 1974: Dormir y ligar: todo es empezar
- 1974: Cinco almohadas para una noche
- 1975: L’uomo che sfidò l’organizzazione

Produzent
- 1962: Due contro tutti